# La política sexual de la carne
La política sexual de la carne: una teoría crítica feminista vegetariana (en su inglés original: The Sexual Politics of Meat: A Feminist-Vegetarian Critical Theory) es un libro publicado en 1990 por la escritora y activista Carol J. Adams en el cual explora la relación entre los valores patriarcales y el consumo de carne entrelazando las ideas del feminismo, el vegetarianismo, la defensa animal y la teoría literaria. The New York Times lo ha descrito como «una biblia para la comunidad vegana». La política sexual de la carne se ha traducido a nueve idiomas y se ha vuelto a publicar para su edición del 25 aniversario como parte de la serie Bloomsbury Revelations.

## Resumen
La política sexual de la carne fue escrito por primera vez como un ensayo para un curso universitario impartido por Mary Daly e incluye material como entrevistas de feministas vegetarianas en el área de Boston-Cambridge.
El libro se compone de tres partes: «Los textos patriarcales de la carne», «Desde el vientre de Zeus» y «Come arroz, ten fe en las mujeres», así como un epílogo titulado «Desestabilizando el consumo patriarcal». En estas secciones, Adams analiza las conexiones y las comparaciones entre la misoginia cultural arraigada y lo que Adams ve como una obsesión por el consumo de carne y la masculinidad.

## Recepción
Cuando apareció por primera vez en 1990, Library Journal describió a La política sexual de la carne como «una obra importante y provocativa» y predijo que «inspiraría y enfurecería a los lectores de todo el espectro político». Fiel a la predicción de Library Journal, el libro fue aclamado por CHOICE como una «'biblia' para activistas feministas y progresistas de los derechos de los animales» e igualmente denostado por comentaristas conservadores como Rush Limbaugh.
Ha sido revisado por múltiples medios, incluidos NWSA Journal, Etnofoor y The Women's Review of Books. En un artículo de 2010 para The Guardian, Nina Power escribió que «[h]an pasado 20 años desde que se publicó La política sexual de la carne, pero sigue siendo tan relevante como siempre».